# Raheleh Asemani
Raheleh Asemani (anhörenⓘ; * 21. Juni 1989 in Karadsch, Iran) ist eine iranisch-belgische Taekwondo-Sportlerin, die nach ihrer Flucht aus Iran im belgischen Verband kämpft und sich über diesen für die Olympischen Spiele 2016 qualifizierte.

## Karriere
Asemani begann 2000 mit dem Taekwondo-Sport und erzielte ab 2009 zunehmend Erfolge auf nationaler iranischer Ebene. 2010 gewann sie für Iran die Silbermedaille bei den Asienspielen. Im Jahr 2012 trat sie bei einem Turnier in Belgien gegen eine israelische Sportlerin an. Da die Islamische Republik Iran Wettkämpfe mit israelischen Sportlern nicht gutheißt, befürchtete sie Repressalien und ersuchte um Asyl in Belgien. Sie arbeitete als Postangestellte, ihr sportlicher Status war darauf lange unklar. Sie trainierte mit dem belgischen Verband unter Karim Dighou und Laurence Rase, bei internationalen Wettkämpfen trat sie unter der Flagge der World Taekwondo Federation an. Die Kontinentalverbände der WTC änderten im Dezember 2015 ihre Nominierungsbedingungen, um Sportlern mit Flüchtlingsstatus eine Olympiaqualifikation zu ermöglichen. Beim Qualifizierungsturnier in Istanbul erreichte Asemani durch den Finalsieg in der Klasse bis 57 kg die Qualifikation. Asemanie stand auf der Shortlist für das Refugee Olympic Team, nachdem sie am 13. April 2016 als belgische Staatsbürgerin naturalisiert wurde, bat sie das IOC darum, stattdessen für den belgischen Verband antreten zu dürfen.

### Internationale Turniersiege
Für den iranischen Verband:
- 2010: British Open

Für den belgischen Verband / unabhängiger Flüchtlingsstatus:
- Dutch Open 2013 & 2016
- Serbia Open 2014 & 2015
- Austrian Open 2015
- Polish Open 2015
- Croatia Open 2015
- Qualifikationsturnier Istanbul 2015